# Gintaras Ramonas
Gintaras Ramonas (* 6. November 1962 in  Bariūnai, Rajongemeinde Joniškis; † 11. November 1997 in Joniškis) war ein litauischer Politiker.

## Leben
1987 absolvierte er das Diplomstudium der Landwirtschaftsorganisation an der Lietuvos žemės ūkio akademija. Von 1987 bis 1989 arbeitete er in Joniškis als Oberbuchhalter, von 1989 bis 1990 Leiter des Kolchoses in Daukšiai. Von 1990 bis 1992 war er Mitglied im Seimas. Ab 1992 arbeitete er als juristischer Mitarbeiter bei UAB „Magnolija“ und von 1995 bis 1996 als Direktor im  Dramatheater Šiauliai.
Von 1992 bis 1997 war er Mitglied von Lietuvos centro sąjunga.